# Ngau Mei Chau
Ngau Mei Chau är en ö i Hongkong (Kina). Den ligger i den nordöstra delen av Hongkong.